# Liang Kai
Liang Kai (梁楷S, Liáng KǎiP; Shandong, 1140 – 1210) è stato un pittore cinese della dinastia Song Meridionale.
Lavorò alla corte degli imperatori nella capitale Lin'An (l'attuale Hangzhou), dove si dice abbia studiato con il maestro Jia Shigu.

## Carriera
Fu premiato Pittore di Servizio alla corte dell'imperatore Jia Tai (1201-1204 d.C., Dinastia Song Meridionale), dove era conosciuto per la maestria con cui rendeva figure umane, paesaggi e altri soggetti minori. È più famoso, tuttavia, per aver creato o sviluppato lo stile di pittura Xie Yi (tradotto a volte come "stile abbozzato"), il cui obiettivo è quello di evocare il soggetto o l'atmosfera con un utilizzo minimo di dettagli e di tratti di pennello. Questo stile richiede una profonda maestria nelle tecniche di pittura ed una concentrazione perfetta, ma permette anche di ammirare la bellezza di alcune effetti accidentali.
Liang decise di lasciare la sua posizione a corte per praticare il buddhismo Chán (giapp. Zen, cor. Sŏn). Lo stile Xie Yi, infatti, è strettamente associato ad alcuni aspetti di questa scuola buddhista, quali l'"illuminazione improvvisa", la "consapevolezza" e la "spontaneità".
Le opere maggiori generalmente attribuite a Liang Kai sono quelle rappresentanti il poeta Li Bai, Il Divino Ubriaco (conosciuto anche come Un saggio), Il Sesto Patriarca Taglia il Bambù e, in stile più accademico, una serie di dipinti che vanno sotto il nome di Otto Monaci Eminenti.

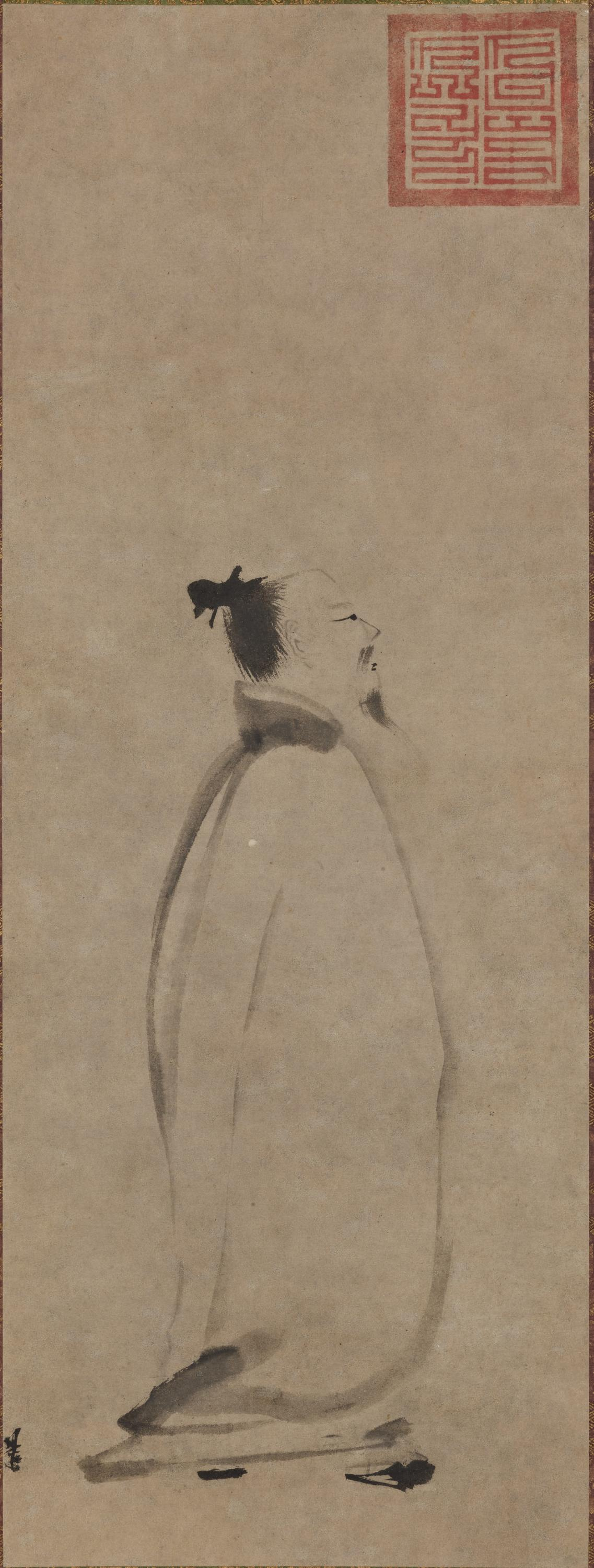
Li Bai Passeggia
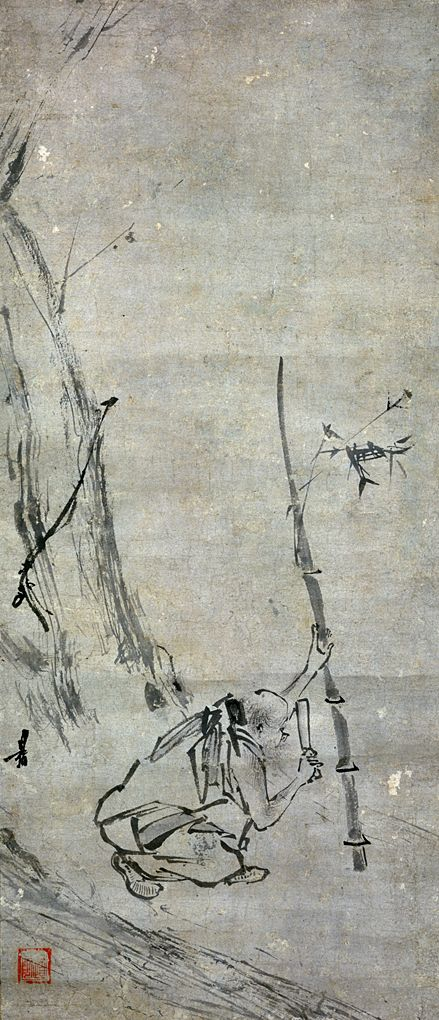
Il Sesto Patriarca Taglia il Bambù
Il Divino Ubriaco
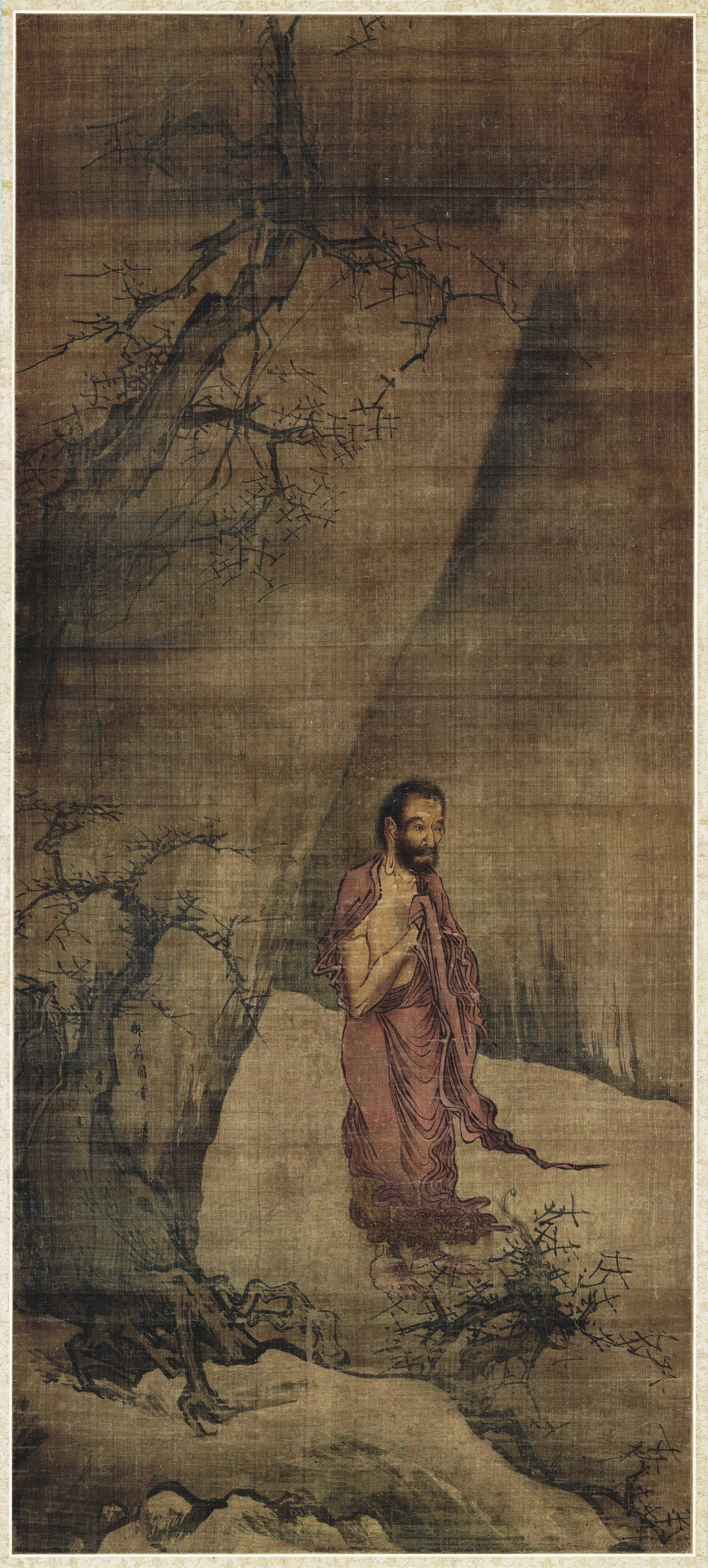
Shakyamuni Emerge dalle Montagne